# Platyoides ravina
Platyoides ravina là một loài nhện trong họ Trochanteriidae. Loài này phân bố ở Madagascar.